# Grodziszowice
Grodziszowice – wieś w Polsce położona w województwie dolnośląskim, w powiecie oławskim, w gminie Domaniów.

## Położenie
Leży na drodze pomiędzy Borkiem Strzelińskim a Strzelinem.

## Podział administracyjny
W latach 1975–1998 miejscowość administracyjnie należała do województwa wrocławskiego.